# Artjom Sergejewitsch Issik
Artjom Sergejewitsch Issik (russisch Артём Сергеевич Исик; * 28. April 2002) ist ein russischer Fußballspieler.

## Karriere
Issik begann seine Karriere bei Zenit St. Petersburg. Zur Saison 2020/21 wechselte er in die Jugend des FK Rostow. Im Oktober 2021 debütierte er im Cup gegen Torpedo Moskau für die Profis von Rostow. Im Dezember 2021 folgte dann auch sein Debüt in der Premjer-Liga, als er am 18. Spieltag gegen Ural Jekaterinburg in der Nachspielzeit für Danil Glebow eingewechselt wurde. Dies blieb sein einziger Einsatz für Rostow in der Liga.
Zur Saison 2022/23 wechselte Issik zum Drittligisten Dynamo Stawropol. Für Stawropol spielte er siebenmal in der Perwenstwo PFL, ehe er den Verein noch in der Sommertransferphase wieder verließ und sich im September 2022 dem Zweitligisten Kamas Nabereschnyje Tschelny anschloss.